# Torbern Olof Bergman

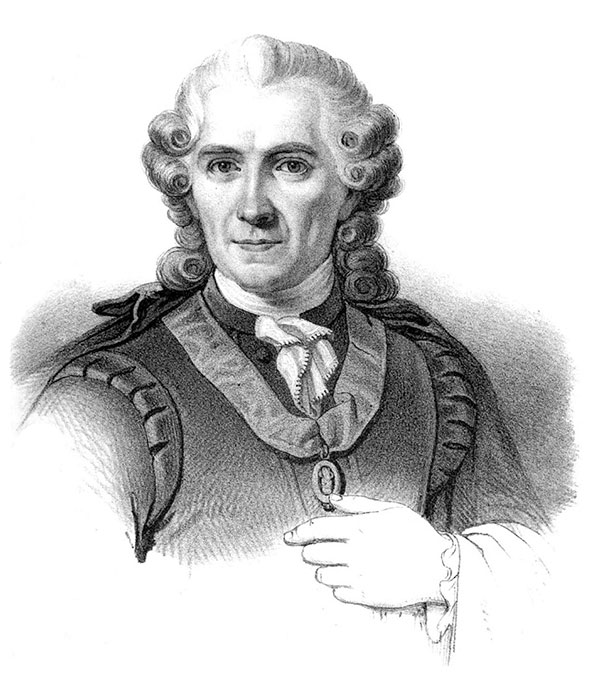
Torbern Olof Bergman

Torbern Olof Bergman (n. 20 martie 1735, Katrineberg⁠(d), Skaraborg⁠(d), Suedia – d. 8 iulie 1784, Medevi⁠(d), Comitatul Östergötland, Suedia) a fost un chimist și mineralog suedez cunoscut pentru lucrarea sa din 1775 Disertație despre Atracțiile Elective, conținând cele mai cuprinzătoare tabele despre afinitatea chimică publicate vreodată. A fost de asemenea primul chimist care a folosit literele cu majuscule pentru notarea speciilor chimice.

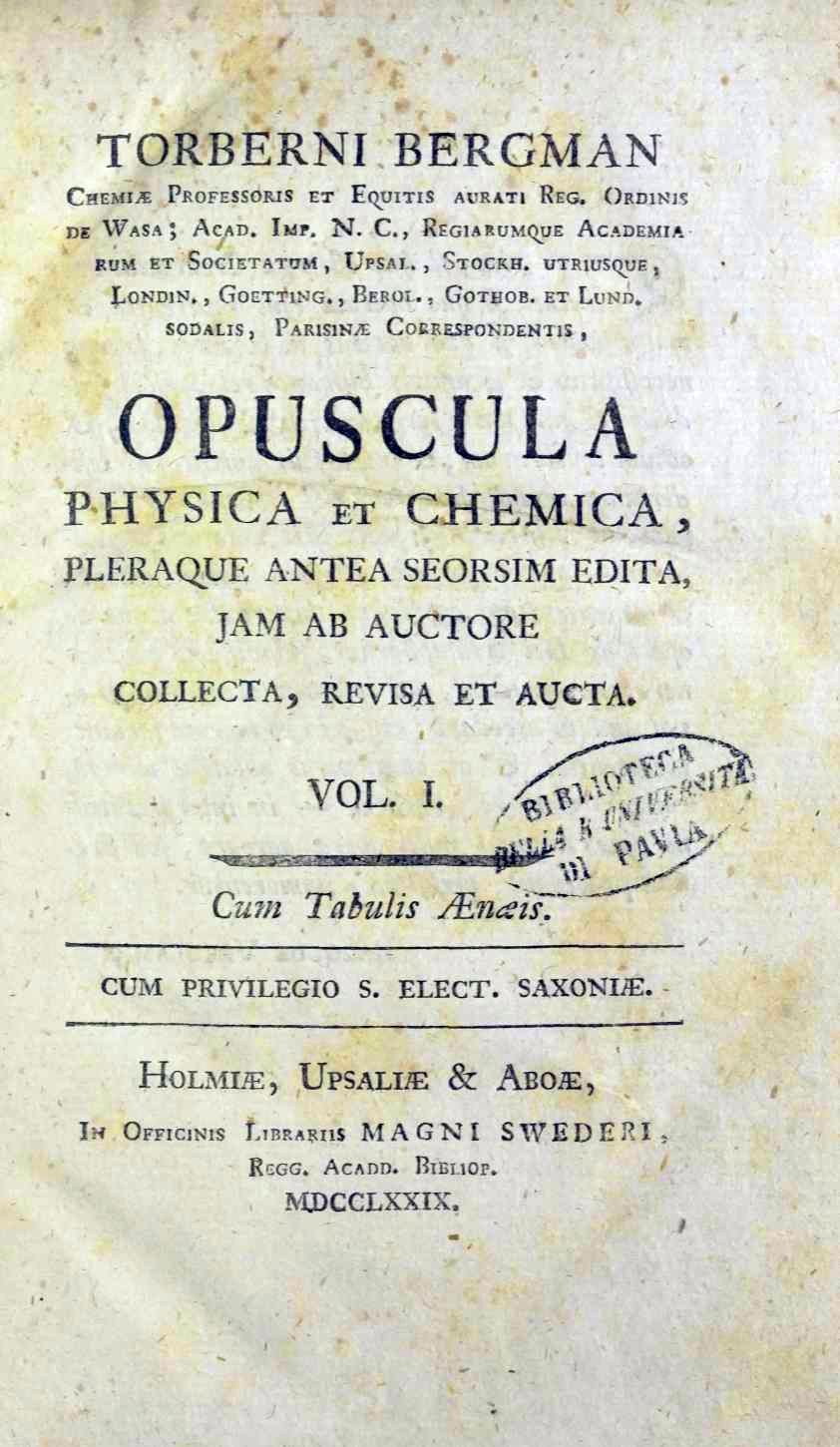
Opuscula physica et chemica, 1779